# 대전시 (1963년 선거구)
대전시는 대한민국의 옛 국회의원 선거구이다. 당시 충청남도 대전시 지역을 관할했다.

## 역사
제6대 국회의원 선거를 앞두고 대전시 갑, 을 선거구가 통합되면서 신설되었다. 또한 1963년 1월에 대덕군 유천면·회덕면 일부(대화리·오정리·용전리)·산내면 일부(옥계리·삼정리·가오리·효동리)가 대전시로 편입됨에 따라 해당 지역들 역시 제6대 국회의원 선거를 앞두고 대덕군 선거구에서 대전시 선거구로 관할 구역이 변경되었다.
제8대 국회의원 선거를 앞두고 대전시 선거구가 다시 한 번 갑, 을로 분구되면서 폐지되었다.

## 역대 국회의원
| 선거   | 정당 | 정당   | 의원   |
| ------ | ---- | ------ | ------ |
| 1963년 |      | 민정당 | 진형하 |
| 1967년 |      | 신민당 | 박병배 |

## 역대 선거 결과

### 대한민국 제6대 국회의원 선거
|  | 44.65% |

|  | 30.53% |

|  | 12.29% |

|  | 5.20% |

|  | 3.51% |

|  | 2.31% |

|  | 1.49% |

|  | 0% |

### 대한민국 제7대 국회의원 선거
|  | 50.31% |

|  | 40.03% |

|  | 4.24% |

|  | 3.02% |

|  | 1.48% |

|  | 0.88% |